# Сарни, Висенте
Висенте Сарни (исп. Vicente Sarni; 10 июля 1909, Монтевидео — неизвестно) — уругвайский футболист, игравший на позициях полузащитника и нападающего. Провёл один сезон в чемпионате Италии.

## Карьера
Сарни начинал карьеру футболиста на родине в уругвайском клубе «Пеньяроль». В 1932 году он приехал на Апеннинский полуостров, где стал игроком клуба «Фиорентина» из итальянской Серии А. Висенте дебютировал в составе новой команды 18 сентября 1932 года в матче против «Торино» (итог — поражение фиалок со счётом 2:3). В следующей игре уругваец забил свой первый гол в ворота «Алессандрии», чем помог клубу одержать победу 3:1. 22 января 1933 года он отметился единственным забитым мячом во встрече с «Палермо». Всего же в сезоне 1932/33 Сарни провёл 23 игры, в которых отличился 6 раз. Тот сезон «Фиорентина» завершила на 5 месте, набрав одинаковые очки с «Ромой». Несмотря на неплохое выступление уругвайского футболиста, клуб вскоре отпустил его на родину.